# Verwaltungsgericht des Völkerbundes
Das Verwaltungsgericht des Völkerbundes (englisch League of Nations Administrative Tribunal, LNAT; französisch Tribunal administratif de la Société des Nations, TASdN) bestand von 1927 bis 1946 und war für die dienstrechtlichen Belange der Bediensteten des 1920 gegründeten Völkerbundes sowie seiner Organe und angeschlossenen Organisationen zuständig. Es war aus historischer Sicht das erste internationale Gericht mit einer Zuständigkeit im Bereich des Dienstrechts der Mitarbeiter internationaler Organisationen. Seine Nachfolgeinstitution ist das bis in die Gegenwart bestehende Verwaltungsgericht der Internationalen Arbeitsorganisation.

## Geschichte
Die Gründung des Verwaltungsgerichts des Völkerbundes war notwendig geworden, da der Völkerbund nicht der Gerichtsbarkeit seines Sitzlandes Schweiz unterstand. Die zunächst vorgesehene Zuständigkeit des Völkerbundrats für dienstrechtliche Verfahren der Angestellten des Völkerbundes erwies sich 1925 als problematisch, als der erste entsprechende Fall nach zeitaufwändigen Debatten im Völkerbundrat an ein Ad-hoc-Komitee aus Juristen überwiesen wurde.
Die Völkerbundversammlung beschloss daraufhin zwei Jahre später die Einrichtung eines Verwaltungsgerichts, das zunächst auf Probe und ab 1931 als ständiges Organ des Völkerbundes bestand. Die am 9. Dezember 1927 ernannten ersten drei regulären Richter waren Albert Devèze aus Belgien, Walther Froelich aus Deutschland und Raffaele Montagna aus Italien. Die erste Sitzung des Gerichts fand im Februar 1928 statt. Nachfolger von Walter Froelich wurde 1934 Östen Undén aus Schweden, dem 1936 Valdemar Eide aus Dänemark folgte. Augustinus van Rijckevorsel aus den Niederlanden übernahm 1938 das Amt von Raffaele Montagna. Bis zum Beginn des Zweiten Weltkrieges im Jahr 1939 entschied das Verwaltungsgericht des Völkerbundes in 21 Fällen und nach dem Ende des Krieges bis zur Auflösung des Völkerbundes in weiteren 16 Fällen.
Mit dem Ende des Völkerbundes im April 1946 entstand aus dem Gericht das Verwaltungsgericht der Internationalen Arbeitsorganisation. Die bis zur kriegsbedingten Einstellung der Aktivitäten des Gerichts amtierenden Richter, deren Amtszeit während des Krieges ohne Verlängerung ausgelaufen war, wurden übernommen. Darüber hinaus war das Verwaltungsgericht des Völkerbundes Vorbild für weitere vergleichbare Institutionen wie das 1949 gegründete Verwaltungsgericht der Vereinten Nationen.

## Zuständigkeit und Rechtsgrundlagen
Die Zuständigkeit des Verwaltungsgerichts des Völkerbundes umfasste die dienstrechtlichen Belange der Mitarbeiter des Völkerbundes und seiner Organe und angeschlossenen Organisationen wie der Internationalen Arbeitsorganisation, des Internationalen Instituts für die Vereinheitlichung des Privatrechts und des Internationalen Nansen-Büros für Flüchtlinge. Rechtsgrundlagen des Gerichts waren das am 26. September 1927 durch eine Resolution der Völkerbundversammlung verabschiedete Statut und die am 2. Februar 1928 beschlossene Geschäftsordnung.

## Organisation und Arbeitsweise
Dem Verwaltungsgericht des Völkerbundes gehörten drei reguläre Richter und drei Hilfsrichter aus unterschiedlichen Ländern an, die vom Völkerbundrat für die Dauer von drei Jahren ernannt wurden. Aufgabe der Hilfsrichter war es, die regulär amtierenden Richter bei Nichtanwesenheit beziehungsweise Ausscheiden aus dem Gericht durch Rücktritt oder Tod zu vertreten. Das Gericht trat beim Vorliegen von Rechtssachen einmal im Jahr zu einer ordentlichen Sitzung zusammen. Die Entscheidungen wurden mit einfacher Mehrheit getroffen und waren nicht anfechtbar.